# Un paraíso para los malditos
Un paraíso para los malditos es una película de suspenso psicológico argentina de 2013 dirigida y escrita por Alejandro Montiel. Narra la historia de un asesino que se infiltra en la vida de una familia para ocultar su identidad. Protagonizada por Joaquín Furriel, Maricel Álvarez y Alejandro Urdapilleta. se estrenó el 7 de noviembre de 2013 en los cines de Argentina.

## Sinopsis
La historia sigue a Marcial, un asesino a sueldo que comienza a trabajar como sereno en el depósito de una fábrica. Durante su tiempo en soledad, se dedica a observar a una familia y entabla una relación con Román, quien padece de demencia senil y es el abuelo de esta familia. Con el tiempo, logra acercarse hasta Miriam, la hija de Román y establece un vínculo amoroso con ella, pero recibe un llamado telefónico que pone en riesgo todo lo que construyó.

## Elenco
- Joaquín Furriel como Marcial
- Maricel Álvarez como Miriam
- Alejandro Urdapilleta como Román
- Candela Liuzzo como Malena
- Nicolás Woller	como Omar
- Agustín Pilar como Silvio
- Santiago Pedrozzo como «Gordo»
- Richard Wagener como Víctor
- Chucho Fernández como Rubén
- Jorge Booth como la voz del «Turco»

## Recepción

### Comentarios de la crítica
La película recibió reseñas positivas de los críticos. 
Cecilia Sánchez de La Voz del Interior elogió las interpretación de Furriel quien logra «un destacable protagónico» y abre paso «con un papel difícil», mientras que «Montiel logra construir un acertado clima opresivo y oscuro alrededor de su personaje, pero el puntal más frágil de Un paraíso para los malditos está en el argumento».
Diego Batlle de La Nación explicó que es «una película de impecable factura técnica (los aportes de la fotografía, del sonido y de la dirección de arte ayudan a construir climas muy logrados), pero que en su segunda mitad se vuelve más convencional y con un desenlace algo abrupto».
En una reseña para Página 12, Emilio A. Bellon escribió «el ritmo del film deambula por un pausado y repetido tiempo, que acentúa el carácter del protagonista y al mismo tiempo potencia cierto nivel en la espera»; y Furriel «compone acertadamente el rol de Marcial».
Jimena Díaz Pérez de Escribiendo cine' señaló que «Un paraíso para los malditos es una película atrapante, en la que la atención no decae, pero lo que deja sabor a poco es que el argumento carece de información sobre la vida de Marcial; además de no concluir algunos aspectos de la historia».

### Premios y nominaciones
| Lista de premios y nominaciones | Lista de premios y nominaciones | Lista de premios y nominaciones | Lista de premios y nominaciones | Lista de premios y nominaciones | Lista de premios y nominaciones |
| Año                             | Organización                    | Categoría                       | Nominado/a(s)                   | Resultado                       | Ref(s)                          |
| ------------------------------- | ------------------------------- | ------------------------------- | ------------------------------- | ------------------------------- | ------------------------------- |
| 2014                            | Premios Cóndor de Plata         | Mejor actor de reparto          | Alejandro Urdapilleta           | Nominado                        | [ 9 ]                           |
| 2014                            | Premios Cóndor de Plata         | Mejor actriz de reparto         | Maricel Álvarez                 | Nominada                        | [ 9 ]                           |
| 2014                            | Premios Sur                     | Mejor actor de reparto          | Alejandro Urdapilleta           | Nominado                        | [ 10 ]                          |